# Centrobasket Femenino 2010
El XVII Centrobasket Femenino de 2008 se llevó a cabo en Mayagüez en Puerto Rico del 10 al 14 de julio de 2010 en el Palacio de Recreación y Deportes Germán "Wilkins" Vélez Ramírez. Los tres primeros lugares de este torneo calificaron al Campeonato FIBA Américas Femenino de 2011 que se realizó en la ciudad de Neiva en Colombia, del 24 de septiembre al 1 de octubre de 2011.

## Equipos participantes
- Guatemala
- Islas Vírgenes
- Jamaica
- México
- Puerto Rico
- República Dominicana
- San Vicente y las Granadinas
- Trinidad y Tobago

## Resultados

### Fase de grupos

#### Grupo A
| # | Equipo               | PJ | G | P | PE  | PP  | Dif | Pts |
| - | -------------------- | -- | - | - | --- | --- | --- | --- |
| 1 | Jamaica              | 3  | 3 | 0 | 230 | 211 | +19 | 6   |
| 2 | México               | 3  | 2 | 1 | 236 | 196 | +40 | 5   |
| 3 | República Dominicana | 3  | 1 | 2 | 254 | 231 | +23 | 4   |
| 4 | Islas Vírgenes       | 3  | 0 | 3 | 169 | 251 | -82 | 3   |

Todos los horarios corresponden al huso horario local (UTC–4).
| 10 de julio, 14:00 | México                                                           | 82–81                | República Dominicana                                                   | Mayagüez                                   |  |
|                    | Parciales: 24-20, 13-20, 23-14, 22-27                            |                      |                                                                        |                                            |  |
|                    | Estadísticas Erika Gómez (29) Erika Gómez (10) Taine Ramírez (5) | Reporte Pts Reb Asts | Estadísticas (16) Sugeiry Monsac (10) Sugeiry Monsac (9) Carmen Guzmán | Pabellón: Palacio de Recreación y Deportes |  |

| 10 de julio, 16:00 | Islas Vírgenes                                                          | 62–73                | Jamaica                                                                | Mayagüez                                   |  |
|                    | Parciales: 14-16, 14-20, 18-24, 16-12                                   |                      |                                                                        |                                            |  |
|                    | Estadísticas Tanecka Carey (19) N. Day, T. Carey (5) Tres jugadores (2) | Reporte Pts Reb Asts | Estadísticas (21) Simone Edwards (16) Vanessa Gidden (5) Nicole Louden | Pabellón: Palacio de Recreación y Deportes |  |

| 11 de julio, 14:00 | Jamaica                                                                | 78–73                | México                                                           | Mayagüez                                   |  |
|                    | Parciales: 20-14, 16-24, 24-15, 18-20                                  |                      |                                                                  |                                            |  |
|                    | Estadísticas Simone Edwards (22) Simone Edwards (13) Nicole Louden (7) | Reporte Pts Reb Asts | Estadísticas (19) Erika Gómez (11) Erika Gómez (6) Taine Ramírez | Pabellón: Palacio de Recreación y Deportes |  |

| 11 de julio, 16:00 | República Dominicana                                                | 97–70                | Islas Vírgenes                                                                    | Mayagüez                                   |  |
|                    | Parciales: 22-19, 33-17, 21-19, 21-15                               |                      |                                                                                   |                                            |  |
|                    | Estadísticas Carmen Guzmán (25) Wanda Gómez (10) Johanna Morton (6) | Reporte Pts Reb Asts | Estadísticas (16) Yanique Javois (8) V. Hamilton, J. Flanders (4) Tamara Petersen | Pabellón: Palacio de Recreación y Deportes |  |

| 12 de julio, 14:00 | México                                                           | 81–37                | Islas Vírgenes                                                              | Mayagüez                                   |  |
|                    | Parciales: 19-9, 9-11, 30-9, 23-8                                |                      |                                                                             |                                            |  |
|                    | Estadísticas Brisa Silva (23) Alexis Castro (10) Erika Gómez (4) | Reporte Pts Reb Asts | Estadísticas (10) Tamara Peterson (9) Tamara Peterson (2) Victoria Hamilton | Pabellón: Palacio de Recreación y Deportes |  |

| 12 de julio, 16:00 | Jamaica                                                               | 79–76                | República Dominicana                                                  | Mayagüez                                   |  |
|                    | Parciales: 15-15, 12-19, 27-21, 25-21                                 |                      |                                                                       |                                            |  |
|                    | Estadísticas Nicole Louden (33) Vanessa Gidden (15) Nicole Louden (5) | Reporte Pts Reb Asts | Estadísticas (27) Carmen Guzmán (8) Sugeiry Monsac (5) Marbely Montas | Pabellón: Palacio de Recreación y Deportes |  |

#### Grupo B
| # | Equipo                       | PJ | G | P | PE  | PP  | Dif  | Pts |
| - | ---------------------------- | -- | - | - | --- | --- | ---- | --- |
| 1 | Puerto Rico                  | 3  | 3 | 0 | 286 | 135 | +111 | 6   |
| 2 | Trinidad y Tobago            | 3  | 2 | 1 | 246 | 174 | +72  | 5   |
| 3 | Guatemala                    | 3  | 1 | 2 | 217 | 236 | -19  | 4   |
| 4 | San Vicente y las Granadinas | 3  | 0 | 3 | 132 | 336 | -204 | 3   |

Todos los horarios corresponden al huso horario local (UTC–4).
| 10 de julio, 18:00 | San Vicente y las Granadinas                                                | 54–105               | Guatemala                                                        | Mayagüez                                   |  |
|                    | Parciales: 5-35, 21-22, 18-28, 10-20                                        |                      |                                                                  |                                            |  |
|                    | Estadísticas Sorayah Williams (22) Sorayah Williams (10) Tres jugadoras (2) | Reporte Pts Reb Asts | Estadísticas (25) Blanca Amado (5) Tres jugadoras (6) Alma López | Pabellón: Palacio de Recreación y Deportes |  |

| 10 de julio, 20:30 | Trinidad y Tobago                                                | 50–69                | Puerto Rico                                                                 | Mayagüez                                   |  |
|                    | Parciales: 10-17, 8-19, 14-16, 18-17                             |                      |                                                                             |                                            |  |
|                    | Estadísticas Rhea Codio (11) Sharmion Selman (13) Rhea Codio (5) | Reporte Pts Reb Asts | Estadísticas (14) Stephanie Rosado (11) Jameine Sepúlveda (5) Pamela Rosado | Pabellón: Palacio de Recreación y Deportes |  |

| 11 de julio, 18:00 | Guatemala                                     | 59–95                | Trinidad y Tobago                                                          | Mayagüez                                   |  |
|                    | Parciales: 14-26, 19-22, 18-21, 8-26          |                      |                                                                            |                                            |  |
|                    | Estadísticas Blanca Amado (18) Alma López (9) | Reporte Pts Reb Asts | Estadísticas (20) R. Codio, S. Selman (13) Sharmion Selman (13) Rhea Codio | Pabellón: Palacio de Recreación y Deportes |  |

| 11 de julio, 20:30 | Puerto Rico                                                                | 130–32               | San Vicente y las Granadinas                                              | Mayagüez                                   |  |
|                    | Parciales: 37-9, 24-7, 39-8, 30-8                                          |                      |                                                                           |                                            |  |
|                    | Estadísticas Michelle Pacheco (22) Juanita Rivera (8) Michelle Pacheco (8) | Reporte Pts Reb Asts | Estadísticas (17) Sorayah Williams (5) Tres jugadoras (2) Tenicha Gittens | Pabellón: Palacio de Recreación y Deportes |  |

| 12 de julio, 18:00 | Trinidad y Tobago                                                        | 101–46               | San Vicente y las Granadinas                                               | Mayagüez                                   |  |
|                    | Parciales: 23-9, 22-9, 24-12, 32-16                                      |                      |                                                                            |                                            |  |
|                    | Estadísticas Alicia Liverpool (20) Tiffani Williams (13) Rhea Codio (10) | Reporte Pts Reb Asts | Estadísticas (19) Tenicha Gittens (9) Sorayah Williams (2) Tenicha Gittens | Pabellón: Palacio de Recreación y Deportes |  |

| 12 de julio, 20:30 | Guatemala                                                                      | 53–87                | Puerto Rico                                                                    | Mayagüez                                   |  |
|                    | Parciales: 6-27, 7-21, 15-24, 25-15                                            |                      |                                                                                |                                            |  |
|                    | Estadísticas María Fleischmann (18) M. Fleischmann, A. López (7) Alma López(4) | Reporte Pts Reb Asts | Estadísticas (16) Jazmine Sepúlveda (11) Stephanie Rosado (6) Lindsay González | Pabellón: Palacio de Recreación y Deportes |  |

### Fase final
|  | Semifinales 20 de julio | Semifinales 20 de julio | Semifinales 20 de julio |             |    | Final 21 de julio | Final 21 de julio | Final 21 de julio |  |
|  |                         |                         |                         |             |    |                   |                   |                   |  |
|  |                         |                         |                         |             |    |                   |                   |                   |  |
|  | 1A                      | Jamaica                 | 62                      |             |    |                   |                   |                   |  |
|  | 1A                      | Jamaica                 | 62                      |             |    |                   |                   |                   |  |
|  | 2B                      | Trinidad y Tobago       | 59                      |             |    |                   |                   |                   |  |
|  | 2B                      | Trinidad y Tobago       | 59                      |             | 1A | Jamaica           | 48                |                   |  |
|  |                         |                         |                         |             | 1A | Jamaica           | 48                |                   |  |
|  |                         |                         | 1B                      | Puerto Rico | 72 |                   |                   |                   |  |
|  | 1B                      | Puerto Rico             | 1B                      | Puerto Rico | 72 | 78                |                   |                   |  |
|  | 1B                      | Puerto Rico             |                         |             |    | 78                |                   |                   |  |
|  | 2A                      | México                  | 63                      |             |    | Tercer lugar      | Tercer lugar      | Tercer lugar      |  |
|  | 2A                      | México                  | 63                      |             |    | Tercer lugar      | Tercer lugar      | Tercer lugar      |  |
|  |                         |                         |                         |             |    |                   |                   |                   |  |
|  |                         |                         |                         |             |    | 2B                | Trinidad y Tobago | 65                |  |
|  |                         |                         |                         |             |    | 2B                | Trinidad y Tobago | 65                |  |
|  |                         |                         |                         |             |    | 2A                | México            | 78                |  |
|  |                         |                         |                         |             |    | 2A                | México            | 78                |  |
|  |                         |                         |                         |             |    |                   |                   |                   |  |

|  | Reclasificación 20 de julio | Reclasificación 20 de julio  | Reclasificación 20 de julio |                |    | Quinto puesto 26 de julio | Quinto puesto 26 de julio    | Quinto puesto 26 de julio |  |
|  |                             |                              |                             |                |    |                           |                              |                           |  |
|  |                             |                              |                             |                |    |                           |                              |                           |  |
|  | 3A                          | República Dominicana         | 138                         |                |    |                           |                              |                           |  |
|  | 3A                          | República Dominicana         | 138                         |                |    |                           |                              |                           |  |
|  | 4B                          | San Vicente y las Granadinas | 31                          |                |    |                           |                              |                           |  |
|  | 4B                          | San Vicente y las Granadinas | 31                          |                | 3A | República Dominicana      | 94                           |                           |  |
|  |                             |                              |                             |                | 3A | República Dominicana      | 94                           |                           |  |
|  |                             |                              | 3B                          | Islas Vírgenes | 55 |                           |                              |                           |  |
|  | 3B                          | Guatemala                    | 3B                          | Islas Vírgenes | 55 | 63                        |                              |                           |  |
|  | 3B                          | Guatemala                    |                             |                |    | 63                        |                              |                           |  |
|  | 4A                          | Islas Vírgenes               | 79                          |                |    | Séptimo puesto            | Séptimo puesto               | Séptimo puesto            |  |
|  | 4A                          | Islas Vírgenes               | 79                          |                |    | Séptimo puesto            | Séptimo puesto               | Séptimo puesto            |  |
|  |                             |                              |                             |                |    |                           |                              |                           |  |
|  |                             |                              |                             |                |    | 4B                        | San Vicente y las Granadinas | 36                        |  |
|  |                             |                              |                             |                |    | 4B                        | San Vicente y las Granadinas | 36                        |  |
|  |                             |                              |                             |                |    | 4A                        | Guatemala                    | 96                        |  |
|  |                             |                              |                             |                |    | 4A                        | Guatemala                    | 96                        |  |
|  |                             |                              |                             |                |    |                           |                              |                           |  |

#### Reclasificación 5°-8° puesto
| 13 de julio, 14:00 | República Dominicana                                                     | 138–31               | San Vicente y las Granadinas                                          | Mayagüez                                   |  |
|                    | Parciales: 36-12, 35-2, 34-12, 33-5                                      |                      |                                                                       |                                            |  |
|                    | Estadísticas Charlenny Frías (25) Marbely Montas (10) Carmen Guzmán (11) | Reporte Pts Reb Asts | Estadísticas (9) Sheldeen Joseph (14) Anette King (3) Sheldeen Joseph | Pabellón: Palacio de Recreación y Deportes |  |

| 13 de julio, 16:00 | Guatemala                                                           | 63–79                | Islas Vírgenes                                                              | Mayagüez                                   |  |
|                    | Parciales: 10-21, 11-13, 18-21, 24-24                               |                      |                                                                             |                                            |  |
|                    | Estadísticas Blanca Amado (26) María Fleischmann (8) Alma López (4) | Reporte Pts Reb Asts | Estadísticas (28) Yanique Javois (10) Stacey Griffith (7) Victoria Hamilton | Pabellón: Palacio de Recreación y Deportes |  |

#### Semifinales
| 13 de julio, 18:00 | Jamaica                                                                | 62–59                | Trinidad y Tobago                                              | Mayagüez                                   |  |
|                    | Parciales: 15-11, 15-11, 16-19, 16-18                                  |                      |                                                                |                                            |  |
|                    | Estadísticas Simone Edwards (17) Simone Edwards (13) Nicole Louden (6) | Reporte Pts Reb Asts | Estadísticas (16) Rhea Codio (8) Ayanna Phillip (8) Rhea Codio | Pabellón: Palacio de Recreación y Deportes |  |

| 12 de julio, 20:00 | Puerto Rico                                                                   | 78–63                | México                                                             | Mayagüez                                   |  |
|                    | Parciales: 17-23, 25-12, 20-9, 16-19                                          |                      |                                                                    |                                            |  |
|                    | Estadísticas Carla Escalera (13) Jazmine Sepúlveda (12) Jazmine Sepúlveda (4) | Reporte Pts Reb Asts | Estadísticas (19) Alexis Castro (12) Alexis Castro (5) Brisa Silva | Pabellón: Palacio de Recreación y Deportes |  |

#### Partido por el séptimo puesto
| 13 de julio, 14:00 | San Vicente y las Granadinas                                                       | 36–96                | Guatemala                                                            | Mayagüez                                   |  |
|                    | Parciales: 1-20, 17-19, 6-32, 12-25                                                |                      |                                                                      |                                            |  |
|                    | Estadísticas S. Joseph, A. King (8) Saska Diamond (17) T. Gittens, S. De Shong (3) | Reporte Pts Reb Asts | Estadísticas (18) Emily Rosales (7) María Flesichmann (7) Alma López | Pabellón: Palacio de Recreación y Deportes |  |

#### Partido por el quinto puesto
| 13 de julio, 16:00 | República Dominicana                                                    | 94–55                | Islas Vírgenes                                       | Mayagüez                                   |  |
|                    | Parciales: 25-14, 16-12, 22-16, 31-13                                   |                      |                                                      |                                            |  |
|                    | Estadísticas Charlenny Frías (21) Marlem Cáceres (7) Johanna Morton (7) | Reporte Pts Reb Asts | Estadísticas (26) Yanique Javois (6) Tamara Petersen | Pabellón: Palacio de Recreación y Deportes |  |

#### Partido por el tercer puesto
| 13 de julio, 18:00 | Trinidad y Tobago                                                | 65–78                | México                                                           | Mayagüez                                   |  |
|                    | Parciales: 12-18, 24-22, 13-22, 16-16                            |                      |                                                                  |                                            |  |
|                    | Estadísticas Rhea Codio (22) Tiffani Williams (7) Rhea Codio (6) | Reporte Pts Reb Asts | Estadísticas (19) Erika Gómez (10) Erika Gómez (8) Mónica García | Pabellón: Palacio de Recreación y Deportes |  |

#### Final
| 13 de julio, 20:00 | Jamaica                                                                | 48–72                | Puerto Rico                                                                 | Mayagüez                                   |  |
|                    | Parciales: 12-24, 18-13, 5-20, 13-15                                   |                      |                                                                             |                                            |  |
|                    | Estadísticas Vanessa Gidden (20) Simone Edwards (10) Nicole Louden (6) | Reporte Pts Reb Asts | Estadísticas (20) Jazmine Sepúlveda (5) Esmary Vargas (6) Jazmine Sepúlveda | Pabellón: Palacio de Recreación y Deportes |  |

|                                 |
| Bandera de Puerto Rico          |
| Campeón Puerto Rico 1.er título |

### Premios
| Categoría                  | Ganadora |
| -------------------------- | --- |
| Jugadora Más Valiosa (MVP) | Jazmine Sepúlveda                                                                                            |
| Cuadro Ideal               | Jazmine Sepúlveda Carmen Graciela Guzmán Erika Gómez Lozada Stephanie Elaine Rosado Simone Ann-Marie Edwards |

## Posiciones finales
| Pos.              | Equipo                       |
| ----------------- | ---------------------------- |
| Medalla de oro    | Puerto Rico                  |
| Medalla de plata  | Jamaica                      |
| Medalla de bronce | México                       |
| 4                 | Trinidad y Tobago            |
| 5                 | República Dominicana         |
| 6                 | Islas Vírgenes               |
| 7                 | Guatemala                    |
| 8                 | San Vicente y las Granadinas |

## Clasificados alAmeriCup Femenino 2011
| Bandera de Jamaica | Bandera de México | Bandera de Puerto Rico |
| Jamaica            | México            | Puerto Rico            |
| ------------------ | ----------------- | ---------------------- |